# Japan Air Commuter
Japan Air Commuter Co., Ltd. (яп. 日本エアコミューター株式会社 Кабусики-гайся Nihon Ea Komyūtā) — небольшая региональная авиакомпания Японии со штаб-квартирой в Кирисиме (префектура Кагосима), работающая в сфере регулярных пассажирских перевозок на стыковочных маршрутах с магистральной авиакомпанией Japan Airlines. Является аффилированным членом глобального авиационного альянса пассажирских перевозок Oneworld.

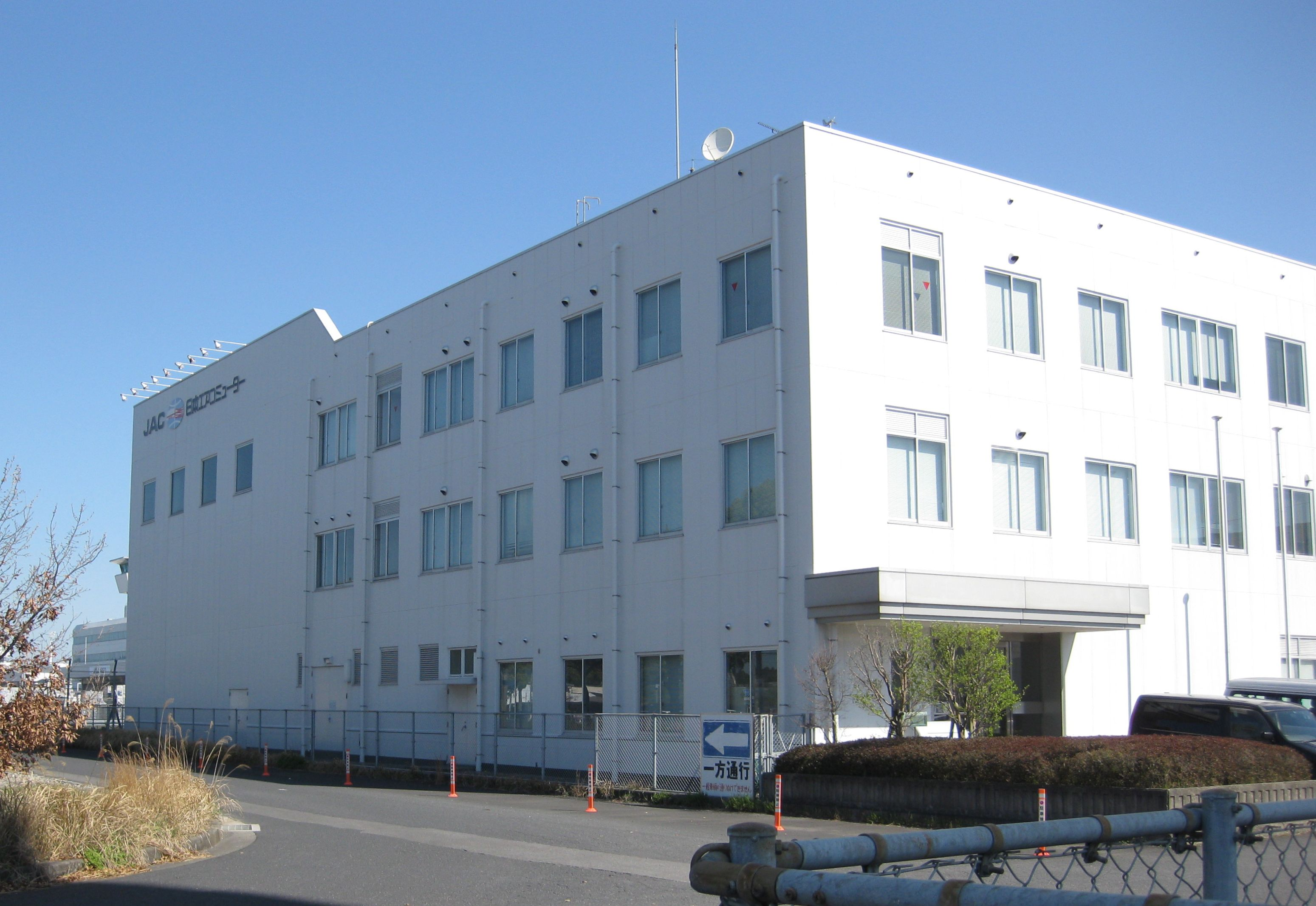
Штаб-квартира Japan Air Commuter

Основными хабами компании являются аэропорт Кагосима, аэропорт Амами и международный аэропорт Осака (Итами).

## История
Japan Air Commuter (JAC) была основана 1 июля 1983 года и начала операционную деятельность в декабре того же года. Компания была образована государственным и частным капиталом в результате совместного инвестиционного проекта четырнадцати муниципалитетов префектуры Кагосима и предпринимателей. Первоначально JAC работала в качестве аффилированного перевозчика с авиакомпанией Toa Domestic Airlines, позднее переименованной в Japan Air System, в дальнейшем вошла в структуру Japan Airlines. В 1990х годах штаб-квартира JAC располагалась на территории аэропорта Кагосима.
Собственниками авиакомпании являются магистральный перевозчик Japan Airlines (60 %) и 12 муниципалитетов Кагосимы и островов Амами (40 %).
По состоянию на сентябрь 2016 года в Japan Air Commuter работало 455 сотрудников.

## Маршрутная сеть

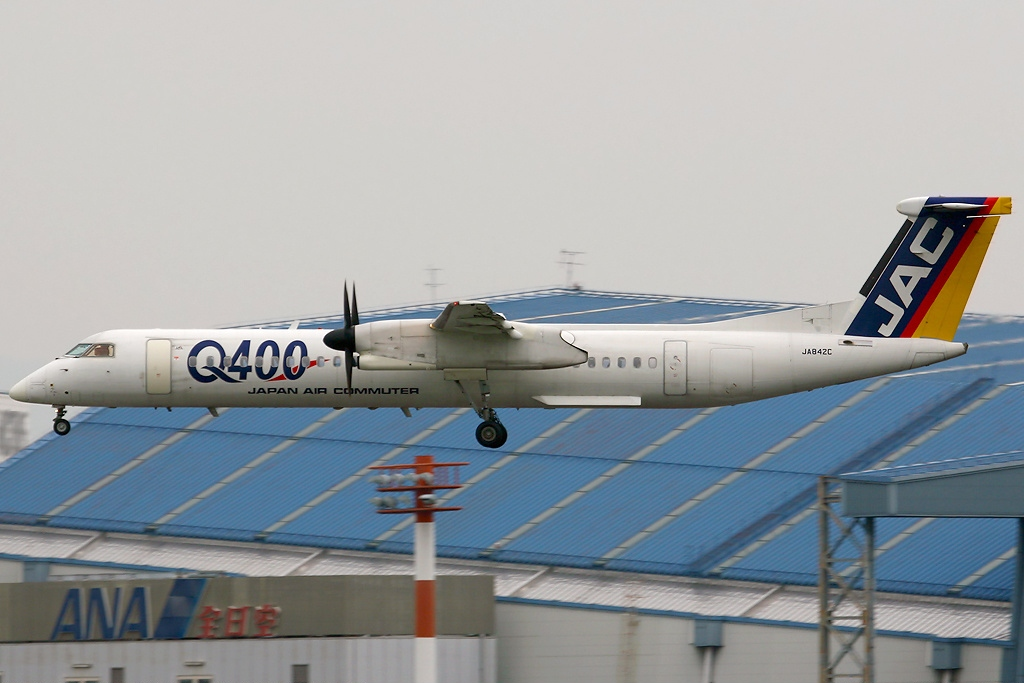
Bombardier Dash 8 Q400 Japan Air Commuter в прежней ливрее «JAC»

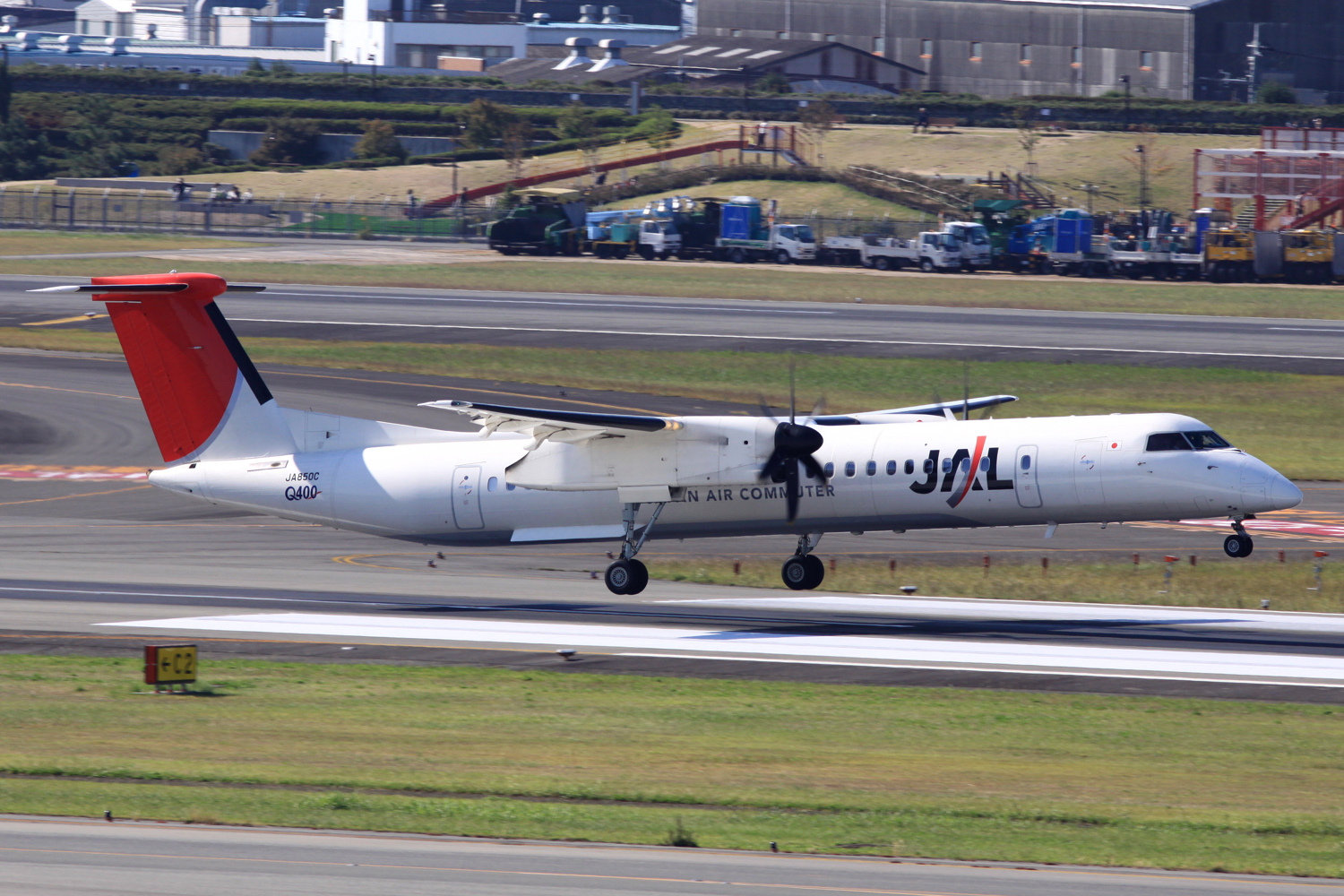
Bombardier Dash 8 Q400 Japan Air Commuter в ливрее «Arc of the Sun»

В январе 2020 года маршрутную сеть авиакомпании Japan Air Commuter составляли следующие пункты:
| Остров | Город      | Аэропорт                     | Примечания | Ссылки |
| Рюкю   | Амами      | аэропорт Амами               | хаб        |        |
| Кюсю   | Фукуока    | аэропорт Фукуока             |            |        |
| Хонсю  | Идзумо     | аэропорт Идзумо              |            |        |
| Кюсю   | Кагосима   | аэропорт Кагосима            | хаб        |        |
| Рюкю   | Кикай      | аэропорт Кикай               |            |        |
| Сикоку | Мацуяма    | аэропорт Мацуяма             |            |        |
| Рюкю   | Наха       | аэропорт Наха                |            |        |
| Хонсю  | Окиносима  | аэропорт Оки                 |            |        |
| Хонсю  | Осака      | международный аэропорт Осака | хаб        |        |
| Рюкю   | Танегасима | аэропорт Танегасима          |            |        |
| Рюкю   | Токуносима | аэропорт Токуносима          |            |        |
| Хонсю  | Тоёока     | аэропорт Тадзима             |            |        |
| Рюкю   | Вадомари   | аэропорт Окиноёрабу          |            |        |
| Рюкю   | Яку        | аэропорт Якусима             |            |        |
| Рюкю   | Йорон      | аэропорт Йорон               |            |        |

## Флот

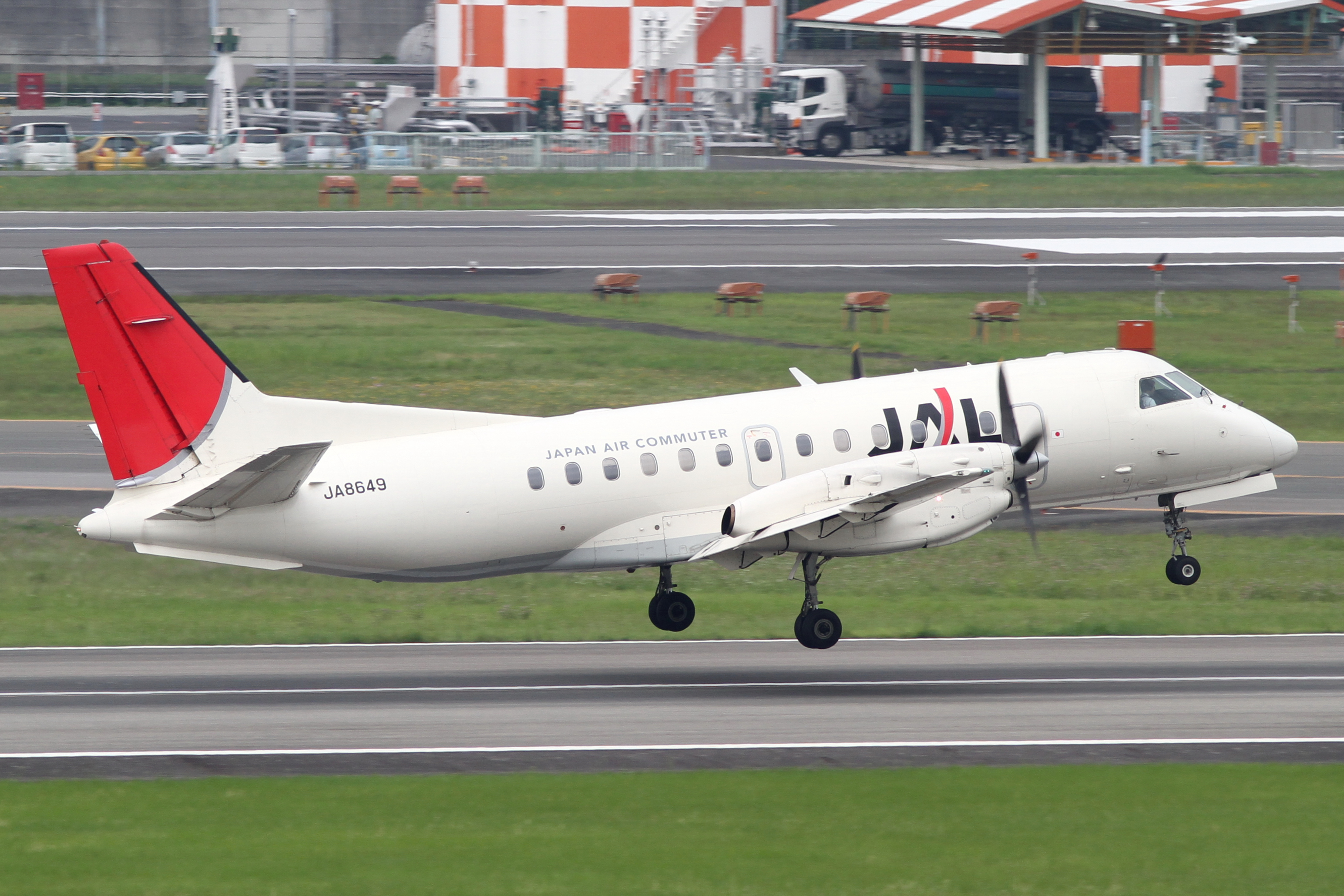
Saab 340 Japan Air Commuter на взлёте из международного аэропорта Осака (2010 год)

В октябре 2020 года воздушный флот авиакомпании Japan Air Commuter составляли следующие самолёты:
| Тип самолёта | В эксплуатации | Заказано | Пассажирских мест |
| ATR 42-600   | 7              | 1        | 48                |
| ATR 72-600   | 2              | —        | 70                |
| Всего        | 9              | 1        |                   |

### Выведенные из эксплуатации

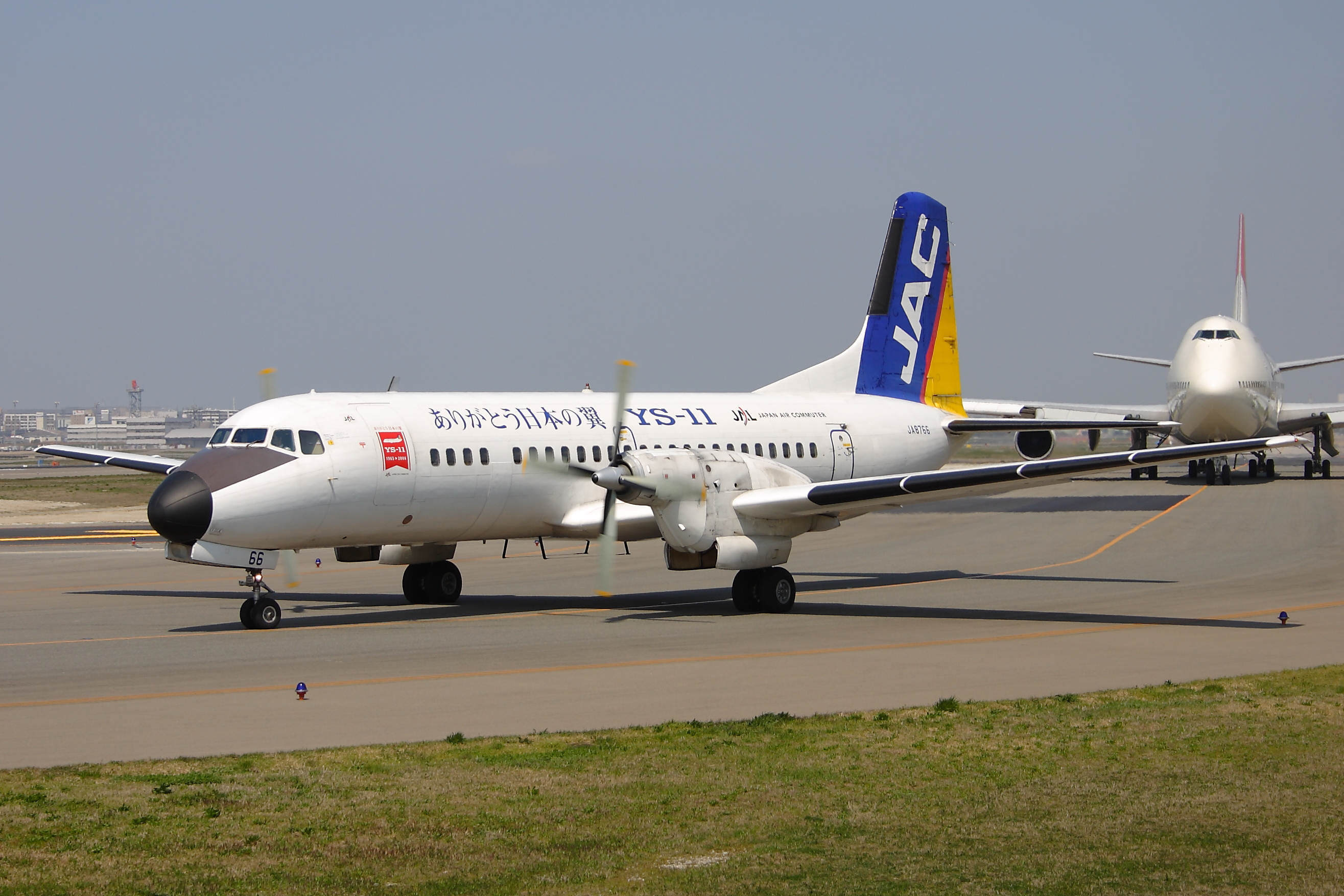
NAMC YS-11 авиакомпании Japan Air Commuter в аэропорту Фукуока (2006 год)

Japan Air Commuter ранее эксплуатировала следующие воздушные суда:
| Тип самолёта           | Количество воздушных судов | Год ввода в эксплуатацию | Год вывода | Примечания/ссылки    |
| Bombardier Dash 8 Q400 | 11                         | 2002                     | 2018       |                      |
| Dornier 228            | 3                          | 1983                     | 1995       |                      |
| NAMC YS-11A-500        | 12                         | 1988                     | 2006       | [ 10 ] [ 11 ] [ 12 ] |
| Saab 340B              | 11                         | 1992                     | 2019       | [ 13 ]               |